# Morellia setosa
Morellia setosa är en tvåvingeart som beskrevs av Zielke 1971. Morellia setosa ingår i släktet Morellia och familjen husflugor. Inga underarter finns listade i Catalogue of Life.